# Lincoln County (Wisconsin)
Das Lincoln County ist ein County im US-amerikanischen Bundesstaat Wisconsin. Im Jahr 2020 hatte das County 28.415 Einwohner und eine Bevölkerungsdichte von 12,4 Einwohnern pro Quadratkilometer. Der Verwaltungssitz (County Seat) ist Merrill, das nach dem Eisenbahnpionier S. S. Merrill benannt wurde.

## Geografie
Das County liegt im mittleren Norden von Wisconsin und hat eine Fläche von 2349 Quadratkilometern, wovon 62 Quadratkilometer Wasserfläche sind.
Der Wisconsin River, ein linker Nebenfluss des Mississippi, durchfließt das County von Nord nach Süd.
An das Lincoln County grenzen folgende Nachbarcountys:
| Price County  | Oneida County   |                 |
| Taylor County |                 | Langlade County |
|               | Marathon County |                 |

## Geschichte

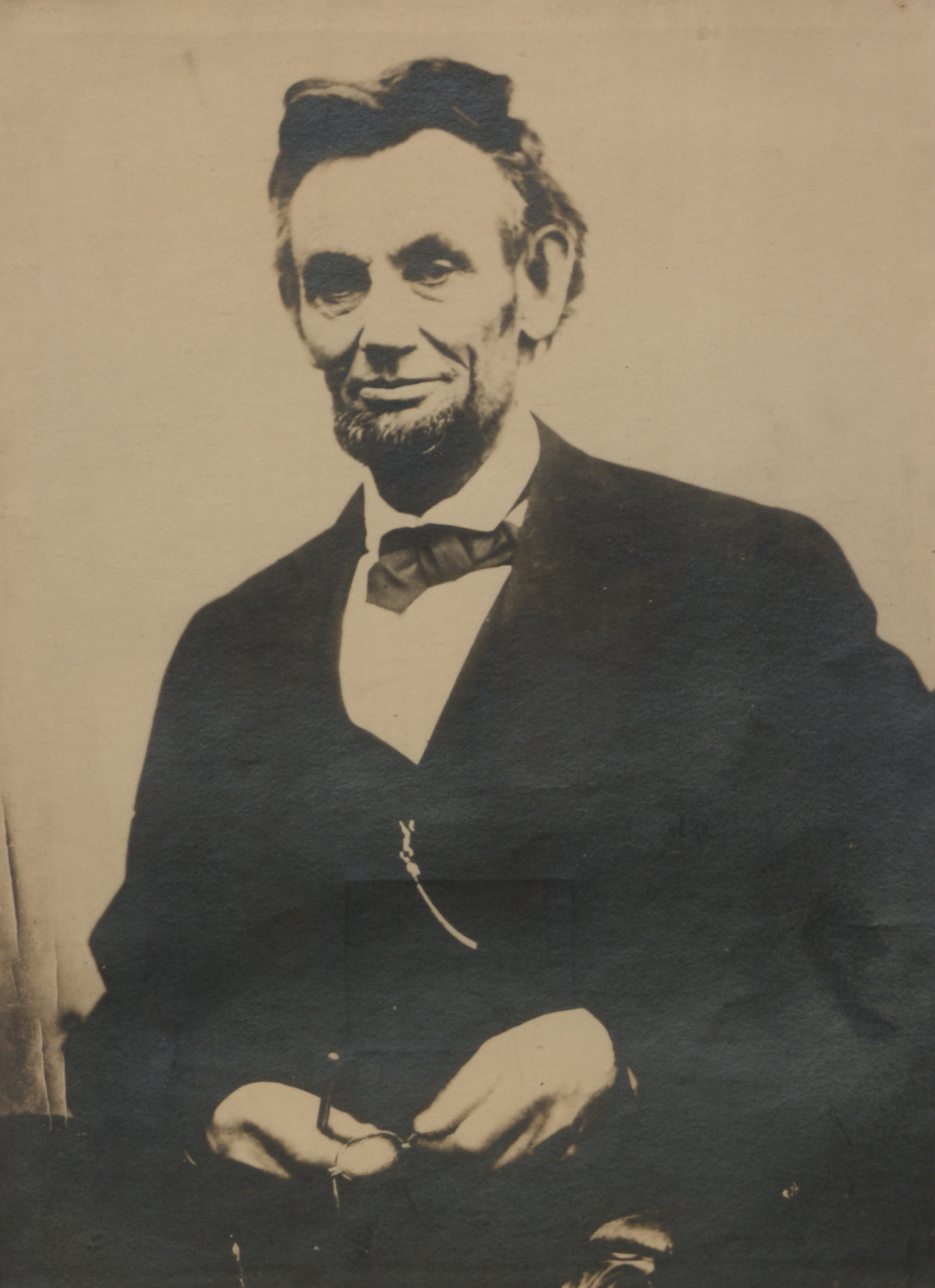
Lincoln

Das Lincoln County wurde 1874 aus Teilen des Marathon County gebildet. Benannt wurde es nach Abraham Lincoln, dem 16. Präsidenten der USA.

## Bevölkerung
Nach der Volkszählung im Jahr 2010 lebten im Lincoln County 28.743 Menschen in 12.754 Haushalten. Die Bevölkerungsdichte betrug 12,6 Einwohner pro Quadratkilometer. In den 12.754 Haushalten lebten statistisch je 2,2 Personen.
Ethnisch betrachtet setzte sich die Bevölkerung zusammen aus 97,5 Prozent Weißen, 0,6 Prozent Afroamerikanern, 0,4 Prozent amerikanischen Ureinwohnern, 0,5 Prozent Asiaten sowie aus anderen ethnischen Gruppen; 0,9 Prozent stammten von zwei oder mehr Ethnien ab. Unabhängig von der ethnischen Zugehörigkeit waren 1,2 Prozent der Bevölkerung spanischer oder lateinamerikanischer Abstammung.
21,2 Prozent der Bevölkerung waren unter 18 Jahre alt, 59,6 Prozent waren zwischen 18 und 64 und 19,2 Prozent waren 65 Jahre oder älter. 49,7 Prozent der Bevölkerung war weiblich.

Das jährliche Durchschnittseinkommen eines Haushalts lag bei 48.293 USD. Das Pro-Kopf-Einkommen betrug 24.119 USD. 10,5 Prozent der Einwohner lebten unterhalb der Armutsgrenze.

## Ortschaften im Lincoln County
Citys
- Merrill
- Tomahawk

Unincorporated Communities
| - Bloomville - Bradley - Bundy - Clifford1 - Doering | - Dudley - Dutch Corners - Gilbert - Gleason - Harrison | - Heafford Junction - Irma - Jeffris - McCord2 - Otis | - Pine River - Spirit Falls - Tripoli2 - West Kraft |

1 – teilweise im Price und im Oneida County

2 – teilweise im Oneida County

## Gliederung
Das Lincoln County ist in neben den zwei Citys in 16 Towns eingeteilt:
| Town               | Einwohner (2010) | FIPS     |
| ------------------ | ---------------- | -------- |
| Town of Birch      | 594              | 55-07500 |
| Town of Bradley    | 2408             | 55-09225 |
| Town of Corning    | 883              | 55-17125 |
| Town of Harding    | 372              | 55-32650 |
| Town of Harrison   | 833              | 55-32875 |
| Town of King       | 855              | 55-39675 |
| Town of Merrill    | 2980             | 55-51275 |
| Town of Pine River | 1869             | 55-62950 |

| Town               | Einwohner (2010) | FIPS     |
| ------------------ | ---------------- | -------- |
| Town of Rock Falls | 618              | 55-68825 |
| Town of Russell    | 677              | 55-70325 |
| Town of Schley     | 934              | 55-72100 |
| Town of Scott      | 1432             | 55-72300 |
| Town of Skanawan   | 391              | 55-74250 |
| Town of Somo       | 114              | 55-74725 |
| Town of Tomahawk   | 416              | 55-80150 |
| Town of Wilson     | 309              | 55-87425 |